# Oboroh

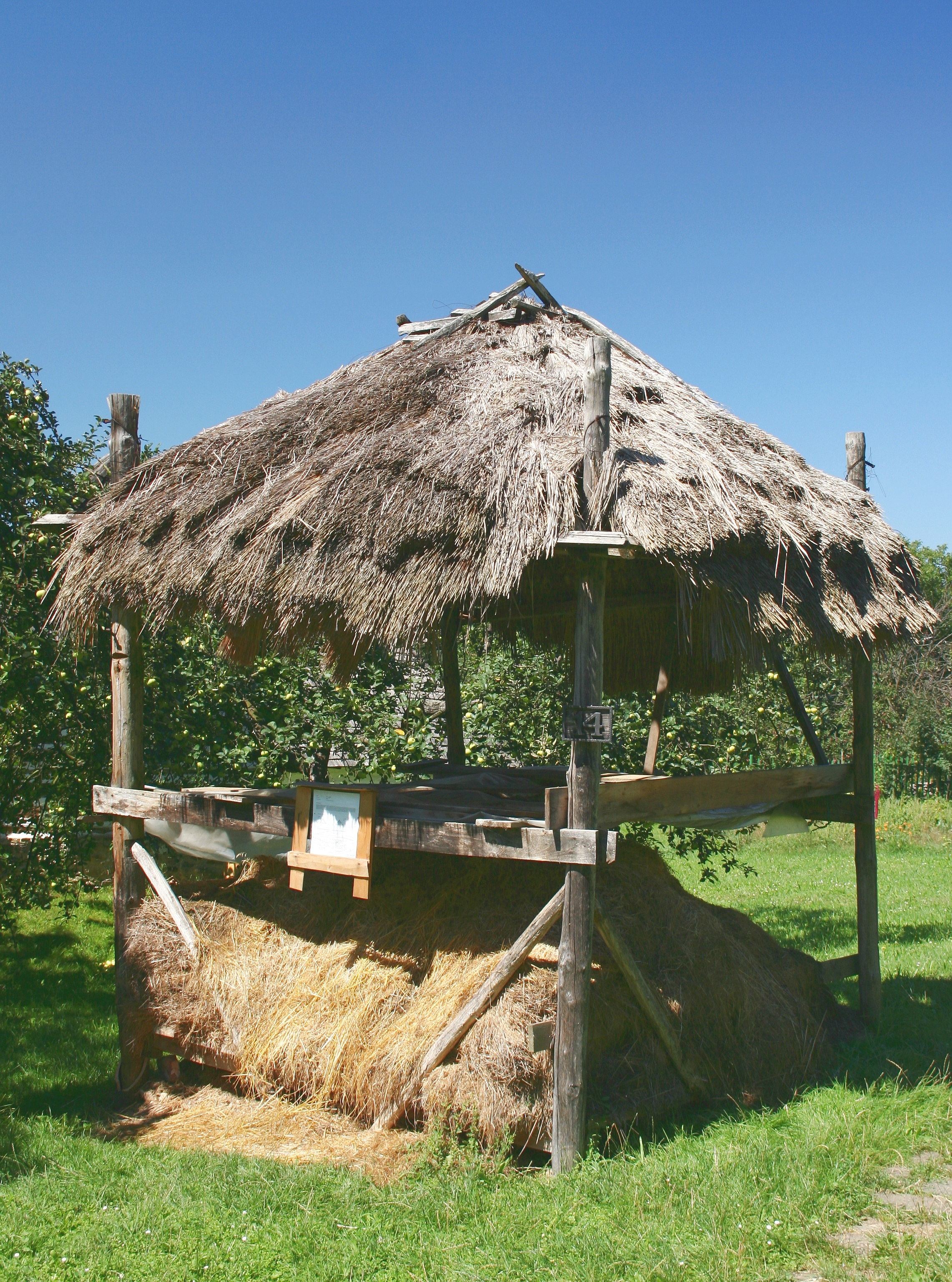
Oboroh ze skanzenu v Humenném

Oboroh je označení pro druh jednoduché stodoly se stanovou střechou. Konstrukce oborohu se skládá ze čtyř vysokých kůlů zapuštěných do země, po nichž se střecha dle potřeby může posunovat nahoru a dolů. Slouží zejména pro uskladnění sena.
Existence nejstarších oborohů je doložena už ve středověku miniaturou ve Velislavově bibli ze 14. století. Oboroh se v původní podobě v Česku ojediněle vyskytuje na jihovýchodní Moravě, v pozměněné podobě jako tzv. „brug“ též v okolí Jablunkova.
Stavby podobného typu existují též na Slovensku, v Polsku, na Podkarpatské Ukrajině a jinde.